# 陳訏謨
陳訏謨（？—1621年），字以弼，号莲湖，福建福州府長樂縣人，明朝政治人物。

## 生平
万历二十五年（1597年）丁酉科福建乡试举人，二十九年（1601年）辛丑科進士，大理寺觀政，三十一年授刑部主事。楚诸生有以忤璫使陷大辟者，訏谟力脱之。三十三年丁憂歸，三十五年改户部主事，榷浒墅钞关，通旁港，罢小艇税，舆诵大起。差竣，以羡金五千输内帑，升员外郎，三十八年出知南昌府，三十九年丁憂，四十二年補苏州府。豪滑逞潘，沉贞妇于江，而又陷其夫以盗，狱成，訏谟鞫雪之，购得贞妇尸，抵豪于法。无赖少年伪称彻侯胄子，拥传行，所至供帐，訏谟缚置之法，众称神明。郡人侯峒曾、顾宗孟、顾燕诒、曹荃，皆其所甄拔。官终广西按察司副使，天啓元年卒，祀于乡贤祠。著有《蓮湖草》。

## 家族
曾祖陳明哲，廪生。父陈一定，以子贵，封副使。